# Felip Bauçà Canyes
Pour les articles homonymes, voir Bauçà et Bauzá.
Felip Bauçà Canyes ou Felipe Bauzá, né le 17 février 1764 à Palma de Majorque et mort le 3 mars 1834 à Londres, est un officier de marine, hydrographe et cartographe espagnol.

## Biographie
Il étudie au collège nautique de Carthagène, en Espagne et devient pilote maritime. En 1785, il commence une formation d'hydrographe auprès du cartographe Vincente Tofino, avec qui il participe à une cartographie du littoral méditerranéen de l'Espagne.
En 1789, il est engagé comme cartographe de l'expédition Malaspina vers les Amériques, l'Océanie et l'Australasie (1789-1794). L'île Bauza en Nouvelle-Zélande recevra son nom en son hommage.
En 1797, il entre au Bureau hydrographique de Madrid et en devient le directeur en 1815. Il reçoit la Croix russe de Saint-Vladimir en 1816 et est élu membre étranger de la Royal Society de Londres en 1819.
Député de Majorque aux Cortes Generales durant le règne de Ferdinand VII (1820-1823), en 1823, en raison de la nouvelle persécution des libéraux par le roi, il est condamné à mort et doit fuir à Londres avec son fils, tandis que sa femme et sa fille restent à Madrid. Il emporte avec lui son importante collection de documents géographiques et de cartes des Amériques et de l'Espagne. À Londres, il a des contacts avec de nombreux éminents scientifiques anglais et européens et vend nombre de ses cartes au British Hydrographic Office.
En 1833, sa condamnation à mort est annulée. Il prévoyait de retourner en Espagne, mais meurt d'une hémorragie cérébrale le 3 mars 1834.
La British Library détient une collection de ses cartes sous le nom de collection Bauzá.